# Pont romain (Calezzo)
Pour les articles homonymes, voir pont romain (homonymie).
Le pont romain (en italien : ponte Romano) est un pont piéton en pierre situé à Calezzo, dans la commune de Centovalli, dans le canton du Tessin (Suisse), construit en 1578.

## Historique
Le pont est construit en 1578 sous la direction des frères architectes Giuseppe et Pietro Beretta di Brissago. Il s’appelle initialement « pont nouveau » (« ponte Nuovo »),. Il sera plus tard renommé avec sa dénomination actuelle, qui fait référence à l’habileté technique des Romains et lui donne un air faussement antique.
Il est complètement restauré en 1989.

## Description
Le pont mesure 36 mètres de long pour une hauteur de 26 mètres. Sa partie centrale est dotée d’une petite chapelle dédiée à Marie et à Jean Népomucène, protecteur contre les périls causés par l’eau,.